# Tradegate
Tradegate est un système multilatéral de négociation (SMN), c'est-à-dire un marché boursier alternatif, organisant la confrontation entre acheteurs et vendeurs de titres. Tradegate est dédié aux investisseurs privés. Il est détenu à 75 % par la Deutsche Börse depuis décembre 2009.

## Objet
Tradegate est un système multilatéral de négociation pan-européen, c'est-à-dire un marché boursier alternatif aux grandes bourses réglementées de chaque pays. Sa création a été possible grâce à la directive européenne sur les marchés d'instruments financiers, entrée en vigueur le 1er novembre 2007, et qui autorise la concurrence entre Bourses au sein de l'Union européenne.

## Historique
- 1999 : création de Tradegate en Allemagne, par la société Tradegate AG. Tradegate est alors une plateforme active sur les seules bourses des valeurs de Berlin et de Francfort.
- 2007 : grâce à la directive européenne sur les marchés d'instruments financiers, entrée en vigueur le 1er novembre 2007, devient système multilatéral de négociation pan-européen, lorsque son périmètre est étendu aux valeurs françaises.
- 2008 : devient accessible aux clients particuliers des courtiers français Cortal Consors, filiale de BNP Paribas, et Procapital-Fortunéo, filiale du Crédit mutuel.
- Décembre 2009 : la Deutsche Börse acquiert 75 % du capital de Tradegate[2].

## Particularités
Son intérêt repose principalement sur des horaires de négociation élargis (de 8 à 22 heures), alors que son concurrent NYSE Euronext se limite en France à une plage allant de 9 à 17 heures 40.

## Périmètre de cotation
- 150 actions françaises (actions cotées sur NYSE Euronext Paris et éligibles au SRD),
- 750 actions internationales (actions cotées sur des grandes places internationales, hors NYSE Euronext Paris).

Tradegate a enregistré, respectivement en 2006 et 2007, 650 000 et 1 500 000 ordres.